# Inge Vrancken
Inge Vrancken (Alken, 1972) is een Vlaams journalist en tussen september 2016 en maart 2020 hoofdredacteur van Het Journaal bij de VRT.
Inge Vrancken startte haar journalistieke carrière bij de regionale omroep ROB-TV in 1994, om in 1999 over te stappen naar de VRT. Ze leidde bij Ketnet het programma Mijn Gedacht. Ze startte mee Karrewiet op, het jeugdjournaal van Ketnet. In 2003 begon Inge Vrancken bij Het Journaal, eerst als algemene verslaggever, daarna als buitenlandverslaggever.
Haar interesse ging vooral uit nieuws uit het Midden-Oosten, Turkije en Noord-Afrika en de vluchtelingenproblematiek, veroorzaakt door de oorlog in Syrië. Ze maakte reportages in vluchtelingenkampen, onder meer in Jordanië, Libanon en Turkije. De positie van vrouwen in de wereld heeft haar interesse.
In 2016 werd ze hoofdredacteur van Het Journaal. In 2020 besloot ze weer verslaggeefster te worden.